# Назарово (Камешковский район)
Назарово — деревня в Камешковском районе Владимирской области России, входит в состав Брызгаловского муниципального образования.

## География
Деревня расположена в 2 км на север от центра поселения посёлка имени Карла Маркса и в 12 км на северо-запад от райцентра Камешково.

## История
В конце XIX — начале XX века деревня входила в состав Малышевской волости Ковровского уезда, с 1926 года — в составе Эдемской волости. В 1859 году в селе числилось 26 дворов, в 1905 году — 37 дворов, в 1926 году — 54 двора.
С 1929 года деревня входила в состав Брызгаловского сельсовета Ковровского района, с 1940 года — в составе Камешковского района, с 2005 года — в составе Брызгаловского муниципального образования.

## Население
| 1859 | 1905 | 1926 | 2002 | 2010 | 2021 |
| ---- | ---- | ---- | ---- | ---- | ---- |
| 174  | ↗223 | ↗295 | ↘58  | ↘56  | ↗65  |